# 체화된 인지
체화된 인지는 인간이든 그렇지 않든 인식의 많은 특징이 유기체의 전신 측면에 의해 형성된다는 이론이다. 인지의 특징은 높은 수준의 정신적 구성(예: 개념 및 범주)과 다양한 인지 작업(예: 추론 또는 판단)에 대한 수행을 포함한다. 신체의 측면에는 운동 시스템, 지각 시스템, 환경과의 신체적 상호 작용(상황), 유기체의 구조에 내장된 세계에 대한 가정이 포함된다.
체화된 마음 테제는 인지주의, 계산주의, 데카르트 이원론 과 같은 다른 이론에 도전한다. 그것은 확장된 마음의 테제, 상황적 인지, 행동주의와 밀접 하게 관련되어 있다. 현대 버전은 심리학, 언어학, 인지 과학, 역학 시스템, 인공지능, 로봇공학, 동물 인지, 식물 인지 및 신경 생물학의 최근 연구에서 얻은 통찰력에 의존한다.
체화된 인지 이론의 지지자들은 인지 형성과 인지 능력 이해에 있어 신체가 하는 능동적이고 중요한 역할을 강조한다. 철학에서 체화된 인지는 행위자의 인식이 세계에 대한 단순한 (선천적인) 추상적 표현의 산물이 아니라 뇌 자체를 넘어 행위자의 신체 측면에 의해 강하게 영향을 받는다고 주장한다. 체화된 인지 모델은 모든 정신 현상이 비물리적이므로 신체의 영향을 받지 않는 체화되지 않은 데카르트 모델에 반대한다. 따라서 구현 테제는 인지에 대한 설명으로 신체 경험을 재도입하려고 한다. 그것은 다소 광범위한 테제이며 구현의 약한 변형과 강한 변형을 모두 포함한다.
체화된 인지는 정신적 구성물(예: 생각 및 욕구)이 신체 행동에 영향을 미치는 것처럼 내부 및 외부(예: 신체 및 환경)의 여러 요인이 인지 능력 개발에 역할을 한다고 주장한다. 이러한 이유로 체화된 인지는 잘 정의되고 통일된 이론이라기보다 광범위한 연구 프로그램으로 간주된다. 체화된 인지에 대한 과학적 접근 방식은 체화된 인지를 (방법론적으로) 조사하기 위한 공동 노력의 일환으로 여러 연구 영역의 아이디어에 도달하고 영감을 주고 결합한다.
체화된 인지에 대한 연구는 언어학, 신경과학, (인지)심리학, 철학, 인공지능, 로봇공학 등 과학 내 다양한 분야로 구성되어 있다. 이러한 이유로 체화된 인지에 대한 최근의 발전은 인지의 본질, 구조 및 메커니즘을 보는 새로운 방법을 제공하는 인지 과학의 체화된 화장으로 간주될 수 있다. 또한, 인지의 체화는 인지, 언어, 기억, 학습, 추론, 감정, 자기조절, 사회적 측면과 같은 인지의 다양한 특징을 체현의 렌즈를 통해 재검토하고 조사하여 이론적, 방법론적 토대를 마련해야 한다.

## 같이 보기
- 블루 브레인 프로젝트
- 인지언어학
- 인지신경과학
- 인지 과학
- 대뇌피질 호문쿨루스
- 감정
- 모라벡의 역설
- 신경심리학
- 심리철학